# أم سلمى سعيد عبد اللطيف

## مراحل التعليم
درست الابتدائية بمدرسة المعلمات في أم درمان والمتوسطة بمدارس الاميرية للبنات أما المرحلة الثانوية فقد تخرجت من مدرسة الاتحاد الثانوية العليا التي اشتهرت باسم اليونتي، ونالت دبلوم التربية من معهد التربية جامعة لندن.

## العمل
التحقت بمعهد التدريب وتولت منصب مديرة لمدرسة وسطى حيث كانت إحدى أول امرأتين تتقلدان هذا المنصب، ثم عملت بشعبة اللغة الإنجليزية بمعهد تدريب معلمات أم درمان، تقلدت منصب عميدة كلية المعلمات حيث كانت أول امرأة في هذه الوظيفة ثم عملت كمساعدة لمدير لتدريب المعلمين برئاسة وزارة التربية والتوجيه. وفي العام 1976م تم تعيينها كنائبة وزير الشباب والرياضة ومن ثم رئيسة للمجلس الأعلى لرعاية الشباب (نائب وزير) بعد أن ألغيت الوزارة.

## العمل العام
- عضو مؤسس ومن ثم رئيس لجمعية مرشدات السودان، ثم رئيس المجلس الأعلى للكشافة والمرشدات على الصعيد الخارجي، ثم عضو لجنة تطوير المرشدات العالمية والأمينة العامة للمرشدات العرب.[1]

- عضو مؤسس لأول جمعية نسائية هي رابطة الفتيات السودانيات عام 1947م، مؤسس لجمعية تربية المرأة السودانية التي تغير اسمها إلى جمعية نهضة المرأة بأمدرمان.
- عضو مؤسس للاتحاد النسائي السوداني عام 1952م، وعضو اللجنة التنفيذية الثقافية في الاتحاد حتى تم حله.

- عضو الأمانة العامة للجنة التمهيدية ومن ثم عضو بالمكتب التنفيذي في اتحاد نساء السودان

- نائبا لوزير الشباب والرياضة عام 1976ورئيسا للمجللس الاعلي لرعاية الشباب 1978-1981